# Germinazione

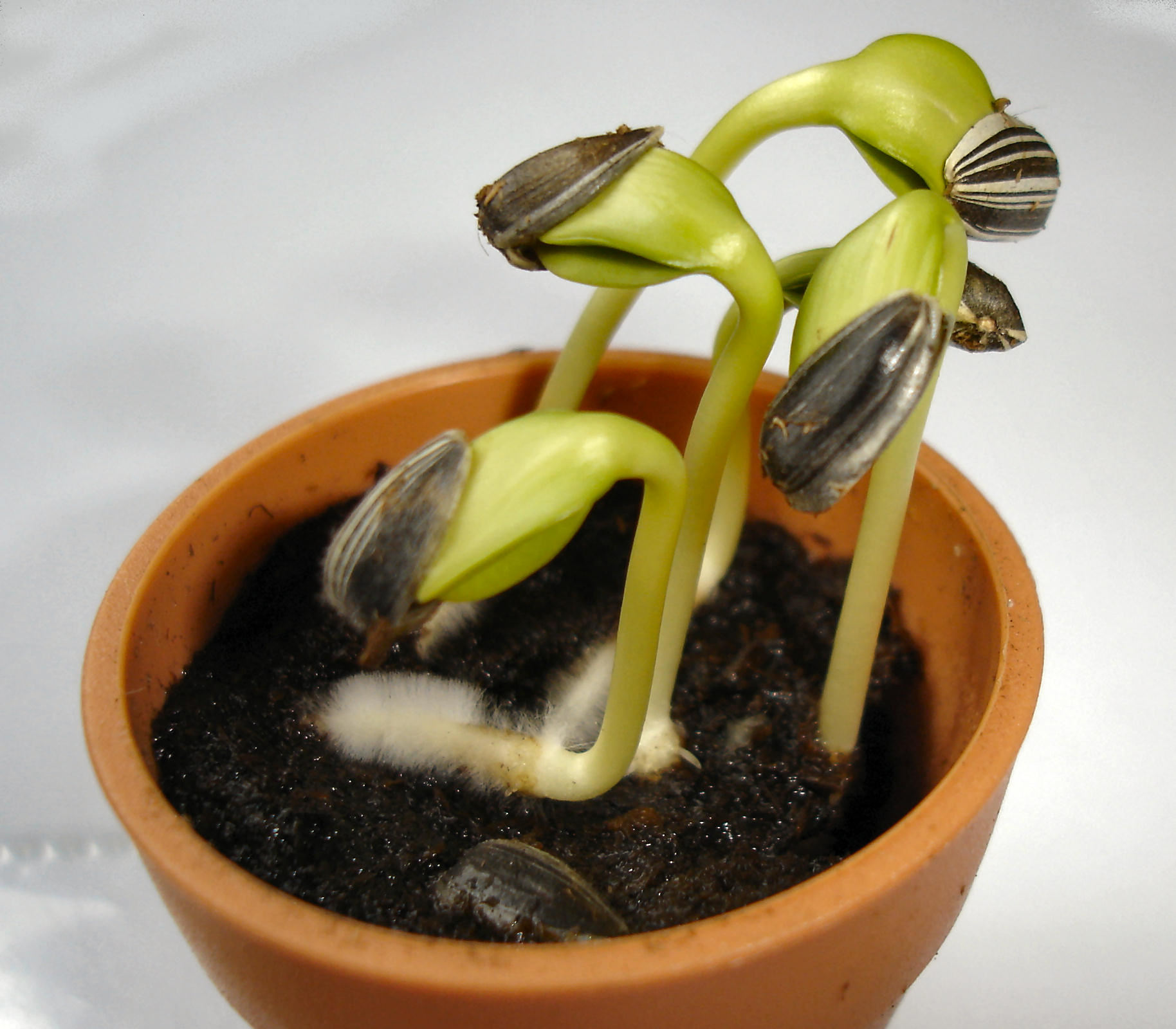
Semi di girasole, tre giorni dopo la germinazione

Girasole in time lapse con sezione trasversale del terreno. Mostra come crescono le radici e la parte superiore della pianta.

La germinazione (o germogliazione) è una fase del ciclo della pianta attraverso la quale l'embrione contenuto nel seme inizia ad uscire dalla fase di quiescenza. Il seme può entrare nella fase germinativa in condizioni ambientali (contenuto di acqua, ossigeno e temperatura) adeguate. Alla fase di germinazione seguono accrescimento e sviluppo prima del germoglio e poi della pianta grazie alla formazione di sostanze provenienti dai processi metabolici avvenuti all'interno del seme durante la germinazione e a nutrienti che in seguito la pianta adulta troverà nel terreno. 
La germinazione è caratterizzata da una serie di eventi metabolici che si verificano in seguito all'idratazione del seme e producono sostanze utili allo sviluppo degli apparati che genereranno le parti interrate (radici) e quelle aeree della pianta (fusto, rami e fogliame). Le prime foglioline che si formano ed escono dal terreno iniziano a rinverdire e diventano fotosintetizzanti. Quando nel seme le riserve nutritive saranno esaurite, la nuova piantina sarà capace di utilizzare le sostanze necessarie alla sua crescita che si trovano nel terreno e sarà in grado di svolgere il processo di fotosintesi.

## Caratteristiche generali del seme e dell'embrione
Il seme è uno degli organi della pianta, è quiescente, contiene l'embrione ed è protetto da un rivestimento esterno costituito da uno o due tegumenti che, in questo ultimo caso sono generalmente di diverso spessore (quello interno è più sottile e membranoso di quello esterno rigido e spesso).
L'embrione in un seme maturo è costituito da foglioline embrionali dette cotiledoni; le due estremità dell'asse del seme sono il meristema apicale del germoglio (chiamato plumula) che darà origine alla parte aerea della pianta e il meristema apicale della radice che originerà l'apparato radicale sommerso. I cotiledoni sono inseriti sotto la plumula e l'asse sottostante è una porzione di seme chiamata ipocotile.
Quando il seme lascia la pianta madre contiene un embrione in un determinato stadio di sviluppo che non è lo stesso in ogni seme; in alcuni semi sono visibili, ad esempio, delle bozze fogliari, in altri delle foglioline già sviluppate; nel meristema radicale talvolta è appena visibile un semplice abbozzo di radice, in altri casi è presente una vera e propria radichetta che può già presentare delle piccole e sottili ramificazioni laterali.
Ciò che accomuna tutti i semi, invece, è la presenza di riserve nutrizionali in alcune strutture dello stesso, che sono utilizzate durante la germinazione e nelle primissime fasi di crescita della piantina appena nata. Queste riserve si accumulano nei cotiledoni o in alcune strutture cellulari dell'endosperma.
Inoltre, ciò che accomuna tutti i tipi di semi è il loro stato di disidratazione, con un contenuto di acqua pari al 5-15 % (rispetto all'80-95% di acqua contenuta nella pianta adulta). In questo stato il seme possiede un'elevata capacità di assorbire acqua grazie al suo contenuto proteico (colloidi plasmatici). Le proteine sono maggiormente idratabili rispetto ad altre molecole quali amido e cellulosa contenute nelle pareti cellulari dei vegetali, mentre i lipidi non hanno capacità imbibitorie poiché sono molecole idrofobiche. Le molecole di acqua formano numerosi legami idrogeno con le proteine grazie ai gruppi carbonilici (< C=O), ossidrilici (-OH) e amminici (-NH2) delle proteine. Le proteine fortemente idratate possono trattenere fino a 30-40% di acqua per adesione superficiale. 
Tutte le superfici idratanti sono chiamate "Matrici", ed il potenziale delle superfici idratanti "Potenziale di matrice" (PM).

## Intensità imbibitoria dei semi
Se si immergono i semi in acqua, essi si rigonfiano aumentando di volume e sviluppando una grande tensione. Il potere imbibitorio del seme è un fattore molto importante se si considera il fatto che potrebbe trovarsi in un terreno scarsamente umidificato; normalmente, in queste condizioni le molecole d'acqua sono trattenute dalle particelle del terreno che hanno un elevato potenziale di matrice. L'assorbimento di acqua da parte del seme, comunque, avviene ugualmente grazie alle grandi capacità imbibitorie delle sue proteine; quindi, l'idratazione non avviene per via osmotica o attraverso una modalità attiva, ma vincendo pressioni anche molto elevate: i colloidi nei semi disidratati, infatti, possono superare pressioni di 1000-2000 atmosfere. Questi eventi assicurano l'introduzione di acqua e l'avvio della germinazione. 
Mano a mano che l'acqua assorbita aumenta all'interno del seme, il potere imbibente diminuisce facendo rallentare l'ingresso di acqua. Più specificatamente, quando l'idratazione raggiunge il 20-30% il seme inizia a perdere capacità imbibente e l'acqua continua ad essere assorbita per via osmotica. Si consideri che la quantità di acqua assorbita per imbibizione è modesta ma essenziale perché consente alle proteine (soprattutto quelle enzimatiche) di diventare funzionali. 

## Idrolisi delle riserve del seme
Le riserve nutritizie del seme sono costituite da carboidrati, lipidi e proteine. Le quantità dei nutrienti variano a seconda del tipo di seme e le riserve fosforate sono rappresentate dalla fitina. Nello strato sottostante il tegumento del seme si trova lo strato aleuronico ricco di proteine e fitina; gli amidi si trovano nell'endosperma, accumulati in grosse vescicole intracellulari (amiloplasti), mentre i lipidi sono contenuti in altre vescicole chiamate sferosomi. Altre sostanze presenti nell'endosperma sono le emicellulose che sono raccolte nelle pareti cellulari le quali per questo possono apparire rigonfie all'osservazione microscopica. 
Con l'idratazione per imbibizione del seme, aumentano quantitativamente le proteine enzimatiche; si tratta di proteasi, lipasi, amilasi, emicellulasi e fitasi che sono fondamentali per la metabolizzazione delle sostanze di riserva (rispettivamente proteine, lipidi, amido, emicellulose e fitina). Al termine dei processi metabolici si producono delle sostanze utilizzabili per lo sviluppo embrionale e l'accrescimento delle sue strutture, precisamente si tratta di aminoacidi e peptidi, acidi grassi e glicerolo, maltosio e glucosio, esosi e pentosi, fosfato inorganico e inositolo. L'aumento dei processi metabolici nel seme nella fase imbibitoria è stato associato alla riattivazione degli enzimi già presenti nel seme in questa fase di sviluppo, ma anche ad enzimi di nuova sintesi. 
La fitasi è l'enzima che idrolizza la fitina liberando molecole di fosforo inorganico (Pi), elemento molto importante per il metabolismo e la crescita dell'embrione. L'aumento delle fitasi è controllato attraverso un meccanismo di feedback legato alla concentrazione stessa di Pi che, quindi, è un regolatore dell'idrolisi di fitina durante la germinazione. Più precisamente, quando l'utilizzo di Pi è intenso, la sua concentrazione nelle cellule deputate alla sintesi di fitasi è mantenuta costantemente bassa e queste cellule continuano ad essere stimolate a produrre fitasi; quando l'utilizzo del Pi inizia a rallentare, la sua concentrazione intracellulare aumenta diventando, questo, un fattore inibitorio delle sintesi di fitasi.
Nell'ambito dei processi idrolitici, anche gli ormoni sono sostanze attive importanti. Un noto ormone prodotto dal seme è la giberellina (GA) che stimola le cellule dello strato aleuronico del seme a produrre le amilasi. Queste amilasi migrano verso le cellule dell'endosperma amilifero (sottostante lo strato aleuronico) dando inizio all'idrolisi degli amidi qui contenuti. I prodotti di questa idrolisi (zuccheri quali, ad esempio, maltosio e glucosio) sono utilizzati dall'embrione nella fase di riattivazione della sua crescita.

## La riattivazione della crescita embrionale
Con l'aumento delle riserve nutritizie (zuccheri, aminoacidi, calcio, fosforo inorganico, potassio, ecc), l'embrione riprende il suo accrescimento che è un processo caratterizzato da un'intensa attività metabolica con sintesi di acidi nucleici, proteine strutturali ed enzimatiche, lipoproteine, polisaccaridi, ecc.
Un'intensa sintesi di materiale importante per lo sviluppo embrionale richiede un'elevata disponibilità di energia sotto forma di ATP e questo è il motivo per cui, a partire dalle prime fasi della germinazione, si registra un grandissimo incremento dei processi metabilici ossidativi. L'attivazione della respirazione (misurata come consumo di ossigeno) inizia quando il livello di idratazione raggiunge approssimativamente il 50%. Ad un certo punto l'incremento respiratorio subisce un arresto, con il mantenimento costante di consumo di O2 per molte ore. In seguito, il consumo di O2 aumenta nuovamente per la comparsa di nuovi mitocondri più efficienti all'interno delle cellule embrionali; l'intensità metabolica porta anche al potenziamento del sistema ribosomiale (che inizia nelle fasi precoci dell'idratazione). Questi aspetti cellulari segnano l'avvio di un'intensa ripresa proteosintetica e, quindi, di crescita embrionale.

## La formazione della plantula
La rottura del tegumento del seme richiede un tempo variabile da poche ore a qualche giorno, a seconda del tipo di seme e delle condizioni ambientali. 
La fase successiva consiste nell'uscita dal seme della radichetta che inizia ad affondare nel terreno per diventare la "radice principale". Segue, poi, l'uscita della struttura che costituirà la parte aerea della pianta, con la formazione della plumula. 
L'uscita dal seme della radichetta e della plumula avviene grazie alla crescita della piantina che avviene sia per distensione cellulare che per formazione di nuove cellule. Distensione e divisione cellulare possono essere simultanee (ad esempio in Prunus cerasus), ma in certi casi la divisione cellulare precede la distensione cellulare (ad esempio in Pinus thunbergii).

## Accrescimento Embrionale
Durante il processo di germinazione le varie strutture embrionali si accrescono in maniera differente a seconda che si tratti di semi ipogei o di semi epigei. 
Nei semi epigei (dal gr. epigheios (agg.), epigheion (neutro sost.), comp. di epì ‘sopra’ e ghê ‘terra’) l'ipocotile, che è la parte dell'asse embrionale sottostante i cotiledoni, si sviluppa notevolmente (fino o anche più di 15-30 cm). In questa tipologia di semi, le foglie cotiledonari escono dal terreno, diventano verdi e fotosintetizzanti e persistono per tempi più o meno lunghi a seconda del tipo di pianta. Nel seme del ricino, ad esempio, la rottura del tegumento permette l'uscita della radichetta dalla quale successivamente si formano le prime radici laterali e l'ipocotile inizia ad allungarsi uscendo dal terreno e portando fuori il seme (epigeo, dal greco epígeios, epí = sopra e ghê= terra). Con l'ulteriore allungamento dell'ipocotile, la plumula che si trova tra le basi delle foglie cotiledonari inizia la sua attività mitotica, allontanandosi per crescita dai cotiledoni: questa fase rappresenta l'avvio della formazione del fusto. La plumula, strutturalmente organizzata, diviene una vera e propria gemma da cui si formano altre foglie e le prime ramificazioni di quella che sarà la pianta adulta. 
I semi ipogei (dal gr. hypógheios (agg.), hypógheion (neutro sost.), comp. di hypó ‘sotto’ e ghê ‘terra’) restano ad una certa profondità nel terreno. L'ipocotile non si allunga molto e i cotiledoni, quindi, non escono dal terreno; in questo caso la plumula avvia le sue attività precocemente. L'epiocotile, che si forma dalla plumula stessa, si accresce ed esce dal terreno: al termine del suo accrescimento, dall'apice del germoglio si formeranno fusto ed appendici laterali della futura pianta adulta. 
Tra piante monocotiledoni e dicotiledoni intercorre qualche differenza relativa all'embrione, anche se generalmente il processo di germinazione è identico. 
Nelle monocotiledoni l'apice del germoglio si trova al lato dell'unica cotiledone, con una forma simile ad uno scudo, per cui è detto anche scutello. Lo scutello resta sempre in contatto con l'endosperma amilaceo per assorbirne i nutrienti necessari nelle fasi di accrescimento. Le monocotiledoni tendono a far crescere quasi simultaneamente la radice e la guaina protettiva detta coleottile da cui poi si svilupperanno le foglie, dando precedenza di pochissimo alla radichetta anch'essa ricoperta da una guaina chiamata coleorriza.
Nelle dicotiledoni l'apice del germoglio è situato tra le basi delle due dicotiledoni e l'accrescimento interessa generalmente prima la radice e solamente in un momento successivo il germoglio è spinto all'esterno del seme, il piccolo stelo si incurva leggermente durante l'uscita dal terreno per proteggere le giovani foglie.
Le condizioni necessarie alla germinazione sono: 
- presenza di ossigeno che permette di demolire il glucosio e partecipa al processo di fotosintesi assieme alla luce;
- presenza d'acqua che permette di riprendere i processi metabolici e, in tal modo, è possibile la crescita dell'embrione;
- temperatura compresa tra 20° e 24° per le piante dei climi temperato.

La luce non è necessaria in quanto l'amido di riserva del seme basta per tutta la durata della germinazione fino all'apertura delle foglioline derivate dai cotiledoni.